# Jerome Weidman
Jerome Weidman (New York, 4 aprile 1913 – New York, 6 ottobre 1998) è stato un librettista e commediografo statunitense.

## Biografia
È autore di circa una ventina di romanzi pubblicati tra il 1937 e il 1980, oltre che di una decina di racconti brevi e tre saggi. Noto soprattutto come autore teatrale Jerome Weidman ha scritto il libretto del musical Fiorello!, per cui Weidman vinse il Premio Pulitzer per la drammaturgia insieme ai co-autori Jerry Bock, George Abbott e Sheldon Harnick.
Fu sposato con Peggy Wright dal 1942 e la coppia ebbe due figli.